# بلفورست (آلاباما)
بلفورست (به انگلیسی: Belforest) یک منطقهٔ مسکونی در ایالات متحده آمریکا است که در شهرستان بالدوین، آلاباما واقع شده‌است. بلفورست ۴۶٫۹۴ متر بالاتر از سطح دریا واقع شده‌است.